# Guldögonnemertin
Guldögonnemertin (Tenuilineus albocinctus) är en djurart som tillhör fylumet slemmaskar, och som först beskrevs av Bergendal 1903. Enligt Catalogue of Life ingår Guldögonnemertin i släktet Tenuilineus och familjen Lineidae, men enligt Dyntaxa är tillhörigheten istället släktet Tenuilineus, och ordningen Heteronemertea. Arten är reproducerande i Sverige. Inga underarter finns listade i Catalogue of Life.